# Головатюк, Харитина Яковлевна
Харитина Яковлевна Головатюк (1903—1987) — свинарка колхоза «Гигант» Больше-Токмакского района Запорожской области Украинской ССР. Герой Социалистического Труда (1949).

## Биография
Родилась в семье крестьян 14 августа 1903 года.
Трудилась свинаркой в колхозе «Гигант».
В течение 1948 года вырастила до отъёма от 9 свиноматок по 28 поросят в среднем на свиноматку, при среднем живом весе поросёнка в 2-месячном возрасте 15,4 килограмма. Указом Президиума Верховного Совета СССР от 24 июня 1949 года за получение высокой продуктивности животноводства награждена званием Героя Социалистического Труда с вручением ордена Ленина и золотой медали «Серп и Молот».
Также работала в колхозе им. ХХІ съезда КПСС Токмацкого района.